# Impacte astronòmic a Júpiter del 2009

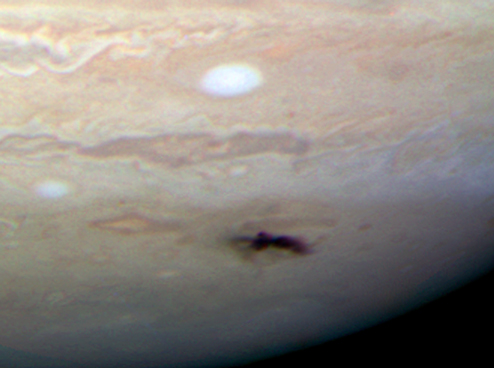
Imatge presa pel telescopi espacial Hubble que mostra la marca de l'impacte, d'una longitud de 8.000 km

El juliol del 2009 va ocórrer un impacte astronòmic a Júpiter: causà una taca fosca en la seva atmosfera, aproximadament de la mida de l'oceà Pacífic. S'espera que la marca de l'impacte es mantingui durant tan sols una o dues setmanes i després es dilueixi en l'atmosfera joviana.

## Descobriment
L'astrònom aficionat Anthony Wesley va descobrir l'impacte aproximadament a les 13:30 h (UTC) del 19 de juliol de 2009, gairebé exactament 15 anys després de l'impacte que va sofrir el planeta quan el cometa Shoemaker-Levy 9 (SL9) es va estavellar contra ell. Wesley es trobava al seu observatori casolà, situat a Murrumbateman, Nova Gal·les del Sud, Austràlia, usant un telescopi reflector de menys de 37 centímetres de diàmetre, equipat amb una càmera de vídeo amb un dispositiu incorporat per funcionar amb poca llum. Wesley va dir:
| « | Quan el vaig veure per primera vegada a prop de la circumferència (i en males condicions) no era més que una taca vagament fosca, [vaig pensar] que probablement seria una tempesta polar fosca normal. Tanmateix, quan la rotació el va posar més a la vista i les condicions van millorar, em vaig adonar de cop que no solament era fosc, era negre en tots els canals, la qual cosa volia dir que realment era una taca negra. | » |

A continuació, va enviar un correu electrònic informant de la seva observació a diversos destinataris, inclòs el Laboratori de Propulsió a Raig de la NASA de Pasadena (Califòrnia).
Paul Kalas i els seus col·laboradors, que tenien programat l'ús del telescopi Keck II de l'observatori Mauna Kea per observar Fomalhaut b, van confirmar les observacions de Wesley. Les observacions infraroges realitzades des del telescopio Keck i el telescopi infraroig de la NASA a Mauna Kea van mostrar un «punt brillant» de 190 milions de quilòmetres quadrats que assenyalava que l'impacte havia escalfat l'atmosfera inferior situada a 305°O, 57° S, a prop del pol sud del planeta.